# Krzysztof Jasiecki
Krzysztof Jan Jasiecki (ur. 1960) – polski politolog i socjolog gospodarki, profesor nauk społecznych, pracownik Instytutu Filozofii i Socjologii Polskiej Akademii Nauk (1987–2017).

## Życiorys
W 1992 w Instytucie Filozofii i Socjologii Polskiej Akademii Nauk obronił napisany pod kierunkiem Andrzeja Sicińskiego doktorat Społeczeństwo obywatelskie a problemy społeczne współczesnej Polski. W 2002 tamże habilitował się, przedstawiając dzieło Elita biznesu w Polsce. Drugie narodziny kapitalizmu. W 2015 otrzymał tytuł profesora nauk społecznych. Profesor Centrum Europejskiego Uniwersytetu Warszawskiego oraz w Instytucie Filozofii, Socjologii i Socjologii Ekonomicznej Kolegium Ekonomiczno-Społecznego Szkoły Głównej Handlowej w Warszawie. Wykładał także w Wyższej Szkole Menedżerskiej w Warszawie.
Prowadzi badania w zakresie socjologii ekonomicznej, instytucji współczesnego kapitalizmu, działań elit gospodarczych i politycznych, aktywności grup nacisku i lobbingu, materialnych oraz społecznych aspektów bogactwa, dialogu społecznego i obywatelskiego, problematyki członkostwa Polski w Unii Europejskiej oraz politycznych i ekonomicznych wymiarów globalizacji, ze szczególnym uwzględnieniem Europy Środkowej i Wschodniej.
Członek Rady Naukowej Dyscypliny Nauki Socjologiczne Uniwersytetu Warszawskiego (2019–2020). Członek Rady Naukowej Instytutu Studiów Politycznych PAN. Członek advisory board Warsaw Forum of Economic Sociology WFES, recenzent wydawniczy m.in. „Polish Sociological Review” i „Studia Socjologiczne”. Członek Rady Programowej Programu Przeciwdziałania Korupcji w Fundacji im. Stefana Batorego (2008–2013), ekspert komisji sejmowych. Członek Kapituły Klubu Polska 2025+ przy Związku Banków Polskich oraz Komisji Etyki ZBP.

## Wyróżnienia
- Tytuł Pozytywista Roku Fundacji Wokulskiego za promowanie przedsiębiorczości (2012)[3]
- Medal Mikołaja Kopernika ZBP „w uznaniu szczególnych zasług w budowie i rozwoju sektora bankowego” (2016)[4]
- Nagroda indywidualna III stopnia Rektora Uniwersytetu Warszawskiego za osiągnięcia naukowe (2020)[3]

## Wybrane publikacje
- Elita biznesu w Polsce. Drugie narodziny kapitalizmu (2002)
- Lobbing. Sztuka skutecznego wywierania wpływu (2006, II wydanie)
- Grupy interesu i lobbing. Polskie doświadczenia w unijnym kontekście (2011)
- Kapitalizm po polsku. Między modernizacją a peryferiami Unii Europejskiej (2013)
- Reprezentacja interesów gospodarczych i społecznych w Unii Europejskiej (2017)